# Софроново (Ильинский район)
 Софроново — деревня в Ильинском районе Ивановской области. Входит в состав Аньковского сельского поселения.

## География
Находится в западной части Ивановской области на расстоянии приблизительно 23 км на юго-восток по прямой от районного центра села Ильинское-Хованское.

## История
В 1859 году здесь (тогда деревня в составе Юрьевского уезда Владимирской губернии) было учтено 25 дворов.

## Население
Постоянное население составляло 211 человек (1859 год), 2 в 2002 году (русские 100 %), 1 в 2010.